# Nuovo Sanatorio di Groppino
Il nuovo Sanatorio di Groppino fu inaugurato nel marzo 1929 nella località Groppino del comune di Piario, e doveva ospitare i pazienti aventi malattie polmonari prevalentemente la tubercolosi. Quando fu inaugurato poteva ospitare 186 pazienti nei due reparti, maschile e femminile. Dal 2008 lo stabile ospita i reparti dell'Ospedale M.O. A. LOCATELLI .

## Storia

### Il territorio e la fonte terapeutica
La località di Groppino prende il toponimo dal territorio che si presenta come piccolo promontorio detto groppo staccato dall'altopiano clusonese, anche se il suo nome anticamente era Grupinum che significherebbe gruppo di pini, il territorio presenta, infatti, un ricco bosco conifero. Sul luogo, dagli atti della visita pastorale del 1575 di san Carlo Borromeo, risulta che vi era una piccola chiesa intitolata a Santa Croce: Oratoriun item S. Crucis loci Gruppini quod patet bestiis.
Il territorio aveva una ricca sorgente d'acqua che, a detta della cittadinanza, aveva portentosi poteri terapeutici venendo chiamata la funtanéla de màlacc, tanto che il 6 ottobre 1895 Gualteroni Giuseppe di Ornica, medico generico, acquistò il terreno dove si trovava la sorgente dai fratelli Legrenzi Giovanni, Matilde e Maddalena. Il Gualteroni pensò di sfruttare le qualità benefiche della fonte, con l'apertura delle terme benefiche, la produzione e l'imbottigliamento, attività inaugurata il 10 giugno 1906 Successivamente costruì edifici adibiti ad albergo. Alle bottiglie veniva posto lo stemma raffigurante il bosco di pini circondato da un nastro con le stritte lux-Aer volendo indicare non solo il valore delle acque ma anche la locazione salubre delle terme.

### La casa vescovile
L'attività termale falli però nel 1910 e i locali rimasero vuoti, fino al 1913 quando venne proposto all'allora vescovo di Bergamo Giacomo Radini-Tedeschi l'acquisto. Era allora segretario del vescovo il bergamasco Angelo Roncalli incaricato a seguire le operazioni, fu infatti redatto il rogito il 28 ottobre 1913, con il progetto che i locali sarebbero stati adibiti a residenza estiva per i seminaristi. Il vescovo Tedeschi, si ammalò gravemente e si trasferì a Groppino pensando che il clima gli sarebbe stato salubre, ma tre mesi dopo morì e il suo progetto subì un arresto. Roncalli poi papa Giovanni XXIII in una visita degli abitanti di Piario a Roma durante il suo pontificato disse Io sono il primo cittadino di Groppino, vedere ho il bel groppino e raccontò la sua testimonianza come ospite della struttura nei suoi anni giovanili.

### La nascita del sanatorio
Alla fine della grande guerra Sebastiano Zilioli sindaco di Bergamo, vedendo l'aumento del numero degli ammalati di tubercolosi a causa delle gravi situazione economiche in cui versavano le famiglie, con l'aiuto di personaggi esperti in campo medico, e con la convinzione che la guarigione richiedeva accertamento-cura-isolamento fondò le Opere Antitubercolari Bergamasche scegliendo come località per le cure quell'albergo da tempo in disuso in alta Val Seriana. Non fu una cosa facile, molti erano infatti contrari al progetto, molti temevano infatti che il sanatorio avrebbe portato un grave pregiudizio sul territorio e un incremento dei casi sulle località vicine. A favore vi era la quota di 540 m sul livello del mare, posta su di un altopiano riparato dal vento di tramontana, ma cosa più importante, una struttura già predisposta, e quell'acqua ritenuta tanto salubre.
Iniziarono quindi lavori di ampliamento delle strutture già esistenti, con la costruzione di due nuovi padiglioni dalla capienza di 120 posti letto, e con l'arrivo dei primi ammalati nel febbraio del 1919. Un padiglione fu occupato dagli ex militari riformati nel padiglione detto Cavalieri.

Gli ammalati furono divisi, nell'ex Albergo Milano con 60 posti letto divenne il padiglione femminile, l'Alberto Groppino con 25 posti letto furono alloggiati gli uomini, e in quello che er l'Albergo della Fonte furono messi i servizi, quali lavanderia bagni sterilizzazione, docce e locali per le infermiere e le suore. La gestione era degli Ospedali Riuniti di Bergamo. IL territorio non era certo contento degli sviluppi e i due medici addetti all'ospedale subirono due attentati. Ma nel 1925 il sanatorio ormai a pieno regime passò sotto l'amministrazione della Provincia di Bergamo, e a novembre del 1928 fu inaugurato il nuovo Sanatorio di Groppino. Il giornale La Voce di Bergamo scrisse: 
(La Voce di Bergamo)
Il 1º novembre 1936 quello che era considerato il XV anno dell'era fascista, il santuario fu intitolato con una grande cerimonia che vide la presenza delle più importanti personalità di Bergamo, il Prefetto, il vescovo, il Segretario federale, e il Presidente della Provincia ad Antonio Locatelli, con la presenza anche di sua madre e della sorella. Il sanatorio ormai perfettamente funzionante venne completato con i viali alberati e con la posa di un migliaio di pini che disegnavano il fascio littorio romano. Nel parco del reparto maschile furono piantati 190 cedri del libano, in quello Casali due chilometri di siepe di ligustro già alta 2,50 m. e si consideri la presenza di 15.000 piante conifere. Questo per garantire un'ottima ossigenazione del territorio ma anche un ambiente piacevole per i pazienti.

### Il declino e il nuovo ospedale
Negli anni '60 del Novecento l'ospedale vide il suo massimo di attività ospitando fino 500 ammalati, ma grazie alle nuove cure, i malati avevano sempre meno bisogno di lunghi periodi di degenza e iniziò così un lento declino, fino al 7 maggio 1975 quando l'ospedale venne fuso con l'Ospedale Provinciale di Zona San Biagio di Clusone, passando nel 1981 alla gestione dell'USSL n. 25. I locali cambiarono quindi di destinazione. Villa Sorgente e Ciclamino furono adibiti ad assistenza psichiatrica, e si inaugurò il reparto di riabilitazione cardiaca, nonché servizio per le dialisi in Villa Maria Bambina. Il padiglione Casali che aveva preso il nome dal primo medico direttore Gino Casali morto nel 1928, fu chiuso. Era però partito un grande progetto per l'edificio, e nel novembre del 2008 fu inaugurato il nuovo ospedale Locatelli di Piario che doveva servire tutta la valle con i reparti di medicina generale, chirurgia, ortopedia, alla presenza delle personalità politiche del territorio e della provincia e quelle ecclesiastiche con il vescovo Roberto Amadei.

## Descrizione
Nel 1926 il manifesto pubblicitario dell'Albergo Milano a Groppino, fu esposto alla mostra milanese del 1926, che curava la ricostruzione della storia delle terme. Da questo si deduce che era costruito in stile Liberty dall'impronta molto floreale.

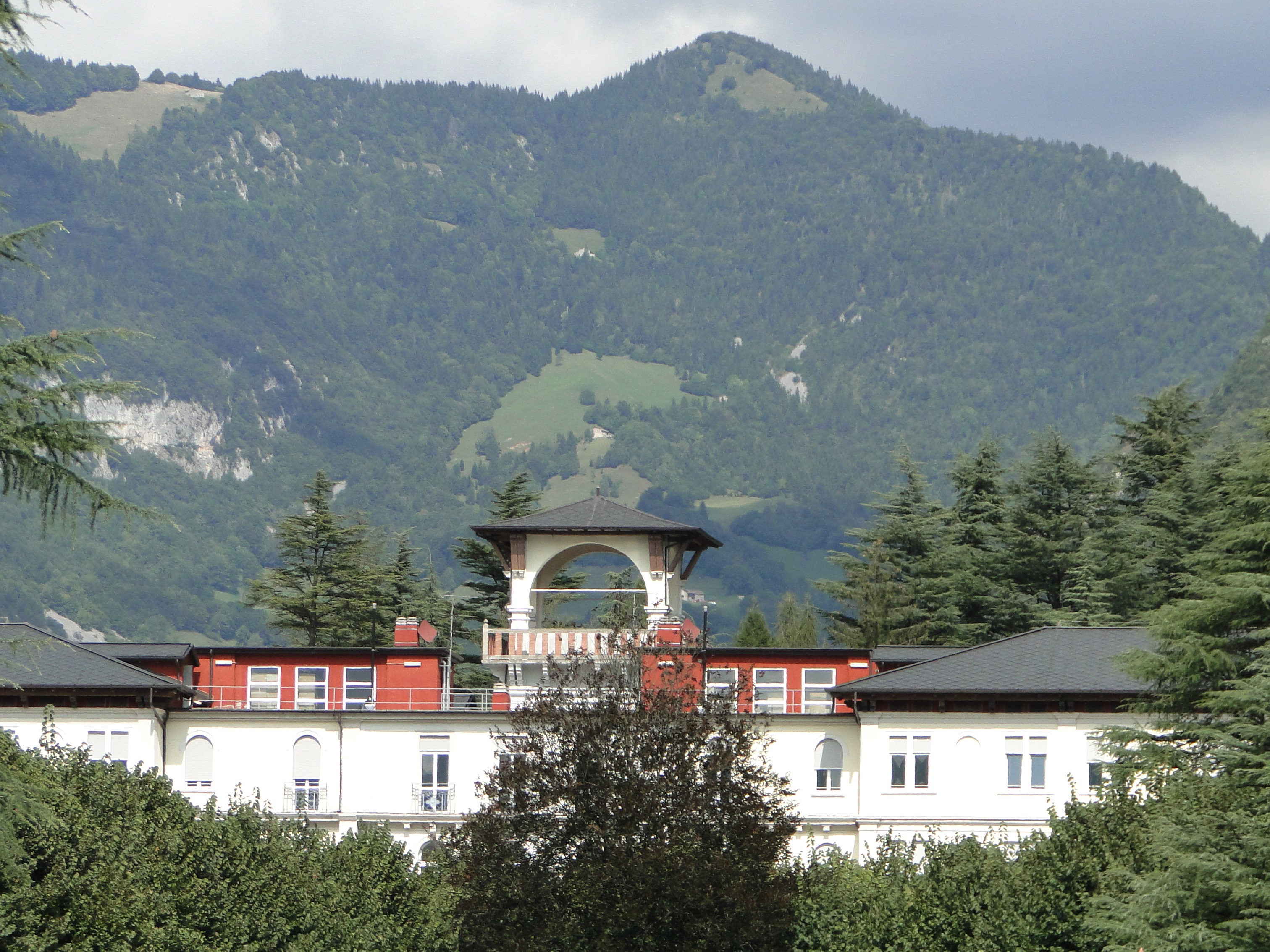
Piario Ospedale

Il nuovo ospedale di cura fu composto da un fabbricato dalla forma detta ad aeroplano, composto da due ali laterali rivolte a sud aventi un ampio sottotetto a copertura della grandi terrazze poste su due livelli. La camerate erano di grandi dimensioni e potevano ospitare fino a sei letti. Serve considerare che la degenza era sempre per lunghi periodi, e che le verande dove i malati potevano trascorrere parte del tempo curativo, era importante che fossero abbastanza capienti per ospitare ogni paziente. I locali per i medici si trovavano al piano terra. Furono aggiunti altri stabili, per le caldaie, un'officina, e quanto serviva per il personale infermieristico.

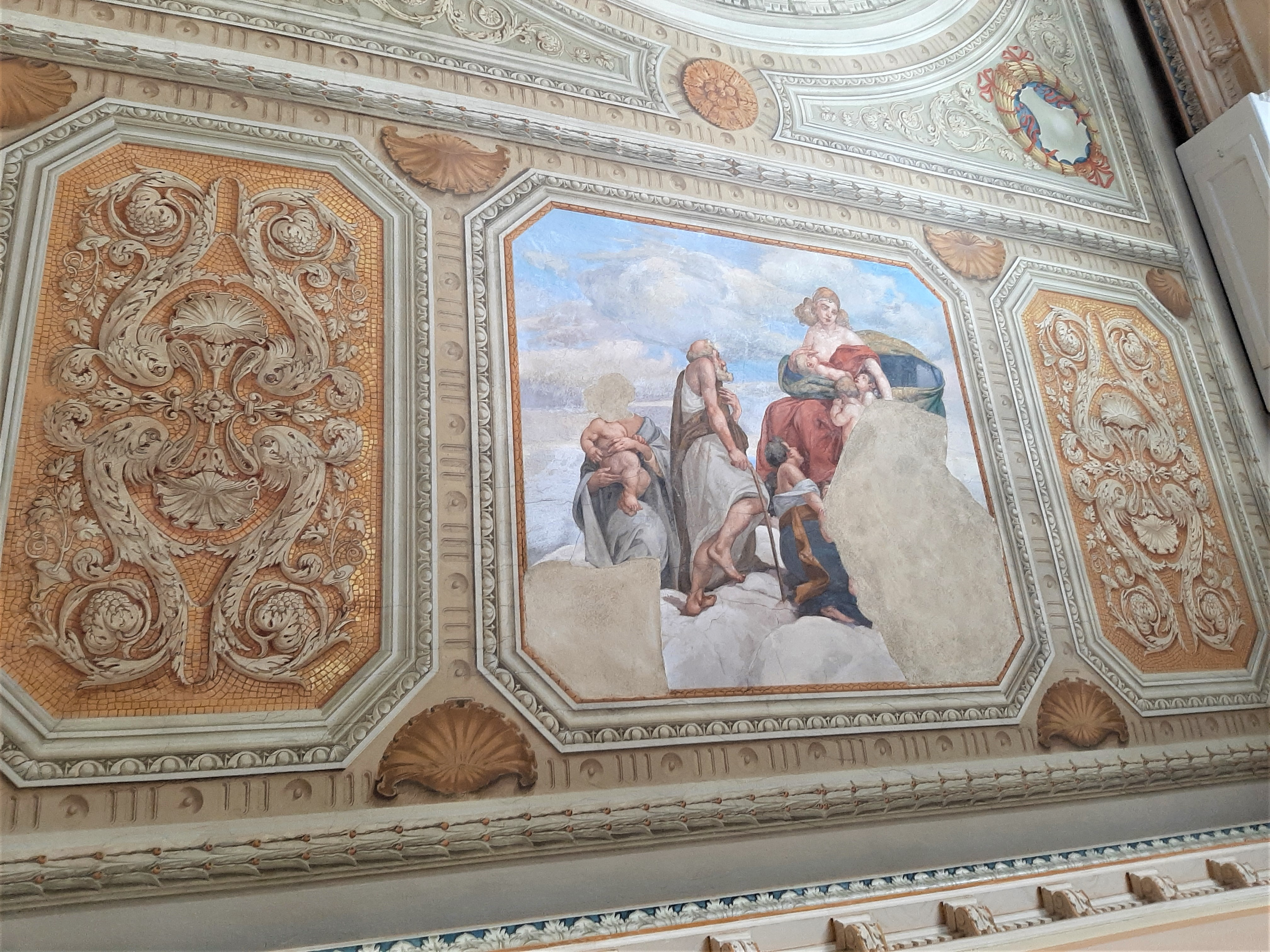
Affreschi Ospedale Locatelli- La virtù della Carità

### La parrocchia di Groppino
La presenza di tante persona, tra ammalati e personale portò alla costruzione di una chiesa all'interno del giardino della struttura. L'edificio di culto fu inaugurato il 21 agosto 1921 con la consacrazione del vescovo Luigi Maria Marelli e dedicata al Sacro Cuore di Gesù. Nell'altare vi furono poste la statua di Maria Bambina a cui erano devote le suore dell'Istituto delle Suore di Carità delle sante Bartolomea Capitanio e Vincenza Gerosa,  e quella di San Giuseppe. Nel 1935 l'aula non fu sufficientemente capiente e venne aggiunto un altro corpo di fabbricato, portando la capienza a circa 300 fedeli. Il porticato con tre aperture a tutto sesto sostenuto da colonnine in pietra bocciardata, presenta decorazioni in a fresco di Giacomo Piccinini raffiguranti il Sacro Cuore di Gesù posto sopra il portale d'ingresso. Nell'arco trionfale dell'aula l'artista ha dipinto Cristo con due devoti. La chiesa fu, negli anni di inattività dell'ospedale, sconsacrata.